# (9239) van Riebeeck
(9239) van Riebeeck ist ein Asteroid des Hauptgürtels, der am 3. Mai 1997 vom belgischen Astronomen Eric Walter Elst am La-Silla-Observatorium (IAU-Code 809) der Europäischen Südsternwarte in Chile entdeckt wurde.
Der Asteroid wurde am 20. November 2002 nach dem niederländischen Schiffsarzt und Kaufmann Jan van Riebeeck (1619–1677) benannt, der 1652 im Auftrag der Niederländischen Ostindien-Kompanie die Kapkolonie gründete und deren erster Verwalter war.